# 18 Ophiuchi
18 Ophiuchi är en Am-stjärna i stjärnbilden Ormbäraren.
18 Ophiuchi har visuell magnitud +6,74 och kräver fältkikare för att kunna observeras.